# Марселиньо (футболист, р. 1984)
Марселиньо (роден като Марсело Насименто да Коща, на португалски Marcelo Nascimento da Costa, Marcelinho) е роден в Бразилия натурализиран бивш български футболист, полузащитник. Роден е на 24 август 1984 г. в Манакапуру.

## Кариера

### Клубна кариера
Марселиньо е продукт на школата на колоса в бразилския футбол Сао Пауло, но така и не успява да пробие в първия тим. Последователно играе за Каскавел, Сантакрузенсе, Сао Каетано и Катандувенсе, преди през 2008 г. да напусне родината, подписвайки договор с Ал Насър от Обединени арабски емирства.
След сезон и половина в ОАЕ, Марселиньо се завръща в Бразилия с екипа на Можи Мирим ЕК. В първата половина на 2010 г. записва 15 мача в Кампеонато Паулища, след което преминава в Брагантино. До края на годината играе в 24 срещи и вкарва 4 гола в Кампеонато Бразилейро Серия Б. През 2011 г. Марселиньо записва още 17 мача с 1 гол в Кампеонато Паулища.

#### „Лудогорец“
На 12 май 2011 г. сключва договор за 3 години с Лудогорец (Разград). След като преминава в Лудогорец отбелязва първите си два гола в третия си мач срещу Видима-Раковски, в който Лудогорец побеждава с 4:0. На 16 май 2012 г. отбелязва двата гола за Лудогорец на финала за купата на България срещу Локомотив (Пловдив), завършил 2:1, след което е обявен за играч на мача. На 11 юли 2012 г. отбелязва третия гол за Лудогорец на финала за Суперкупата на България срещу Локомотив (Пловдив), завършил 3:1.

#### Шампионска лига
Марселиньо ще остане в историята на Лудогорец като футболистът отбелязал първия гол за отбора в Шампионската лига. Това се случва на 18 юли 2012 г. в срещата от втория предварителен кръг срещу Динамо (Загреб) играна в Разград и завършила 1:1.

### Национален отбор
На 7 март 2016 Марселиньо получава първата си повиквателна за националния отбор на България за приятелските срещи срещу Португалия и Македония съответно на 25 и 29 март. Той дебютира за отбора като титуляр още в първия мач срещу Португалия, като бележи победния гол в 20-а минута при победата на българите като гости с 0:1 в португалския град Лейрия.

## Успехи
- Шампион на България: 2011 – 12, 2012 – 13, 2013 – 14, 2014 – 15, 2015 – 2016, 2016 – 17, 2017 – 18, 2018 – 19, 2019 – 20
- Купа на България: 2011 – 2012, 2013 – 14
- Суперупа на България: 2012, 2014, 2018, 2019